# Util-linux

util-linux (avec un « u » minuscule) est un paquet standard des systèmes d'exploitation Linux. Il comporte les utilitaires suivants :
- /bin/arch
- /bin/dmesg
- /bin/kill
- /bin/login
- /bin/more
- /bin/mount
- /bin/umount
- /sbin/addpart
- /sbin/agetty
- /sbin/blockdev
- /sbin/clock
- /sbin/ctrlaltdel
- /sbin/delpart
- /sbin/fdisk
- /sbin/fsck.cramfs
- /sbin/fstrim, une application de la commande TRIM
- /sbin/hwclock, interroger et régler l’horloge matérielle  (HTR)
- /sbin/losetup
- /sbin/mkfs
- /sbin/mkfs.cramfs
- /sbin/mkswap
- /sbin/nologin
- /sbin/partx
- /sbin/pivot_root
- /sbin/sfdisk
- /sbin/swapoff
- /sbin/swapon
- /usr/bin/cal
- /usr/bin/chfn
- /usr/bin/chrt
- /usr/bin/chsh
- /usr/bin/col
- /usr/bin/colcrt
- /usr/bin/colrm
- /usr/bin/column
- /usr/bin/cytune
- /usr/bin/ddate
- /usr/bin/fdformat
- /usr/bin/flock
- /usr/bin/floppy
- /usr/bin/getopt
- /usr/bin/hexdump
- /usr/bin/ionice
- /usr/bin/ipcrm
- /usr/bin/ipcs
- /usr/bin/isosize
- /usr/bin/kill
- /usr/bin/line (déprécié)[1]
- /usr/bin/logger
- /usr/bin/look
- /usr/bin/mcookie
- /usr/bin/namei
- /usr/bin/rename
- /usr/bin/renice
- /usr/bin/rev
- /usr/bin/script
- /usr/bin/setsid
- /usr/bin/setterm
- /usr/bin/tailf
- /usr/bin/taskset
- /usr/bin/ul
- /usr/bin/whereis
- /usr/bin/write
- /usr/sbin/ramsize
- /usr/sbin/rdev
- /usr/sbin/readprofile
- /usr/sbin/rootflags
- /usr/sbin/tunelp
- /usr/sbin/vidmode
- /usr/sbin/vigr
- /usr/sbin/vipw